# 田中律子
田中 律子（たなか りつこ、1971年7月17日 - ）は、日本の女優、タレント、歌手である。本名同じ。元ボックスコーポレーション所属（2019年まで）。
有限会社アール所属。NPO法人アクアプラネット理事長。日本サップヨガ協会理事長。沖縄デトックス協会会長。2022年時点では沖縄在住。愛称はりっちゃん。
東京都世田谷区出身。世田谷区立笹原小学校、世田谷区立桜丘中学校卒業。日出女子学園高等学校(現・目黒日本大学高等学校）から堀越高等学校芸能活動コース(現・トレイトコース)に転入し、同校卒業。

## 経歴
1984年、12歳の時に、東京都町田市の小田急百貨店でボックスコーポレーションのマネジャーにスカウトされ、「田中理津子」名義で雑誌『週刊セブンティーン』（1984年10月23日号、集英社）にてモデルデビュー。2度目に同誌（1985年3月26日号）に登場した際から、本名である「田中律子」名義となった。
1985年4月、テレビ朝日系列の音楽番組『鶴ちゃんのいちごチャンネル』のアシスタントとしてテレビデビュー。同年7月には連続ドラマ『ママ、大変だァ!』（テレビ朝日）にレギュラー出演（ドラマ初出演）し、女優活動も開始。 その後、雑誌『投稿写真』でのグラビアやNHKテキストシオリ1987年のイメージガールなども務めた。
その後、パウチッコのCMに出演し、CMを見たレコード会社関係者からスカウトされ、16歳高校2年生の時1988年（昭和63年）5月21日にフォーライフ・レコードより筒美京平プロデュースにより「FRIENDSHIP」でアイドル歌手としてもデビューした。歌手としてはシングル11枚、アルバム5枚を発売。同期歌手デビューはWink、西田ひかる、高岡早紀などがいる。当時、ニッポン放送で放送していたラジオ『関根勤のTOKYOベストヒット』では、同期デビューのアシスタント・仲村知夏との相性がよかった。
1989年（平成元年）、テレビの連続ドラマ『愛しあってるかい!』（フジテレビ）への出演をきっかけにテレビドラマの仕事が増え始めた。1991年のドラマ『101回目のプロポーズ』（フジテレビ系）でヒロイン（浅野温子）の妹役を演じ、本作が大ヒットしたことでさらに知名度を上げた。以降の活動は女優業が中心となったが、その傍らバラエティー番組の司会や音楽活動も1990年代前半までおこなった。
1997年（平成9年）には妊娠と結婚を発表、同年年末まではテレビ番組『'98新春ドラマスペシャル 味いちもんめ』（テレビ朝日）の撮影や、レギュラー出演していたバラエティー番組『王様のブランチ』（TBS）を続けた。翌1998年（平成10年）3月末をもって芸能活動を一旦休止（産休）し、女児を出産した後、同年中にテレビ出演を再開した。
2007年（平成19年）、『FILM FACTORY』（テレビ東京）で監督業に進出。また、テレビの連続ドラマ『こどもの事情』（TBS）では、初めて連続ドラマに主演している。
2015年（平成27年）ウルトラ・ヴァイヴレーベルより歌手時代の全シングル音源を収録したベスト盤CD『FRIENDSHIP コンプリート・シングルス』を発売した。
2019年（平成31年）4月1日、所属事務所ボックスコーポレーションを退社し独立したことを報告。

## エピソード

### 生い立ち
世田谷区内の商店街にある家で3きょうだいの長女（2つ下の弟と6つ下の妹がいる）として生まれ、子供の頃は両親と父方の曽祖母と祖母との7人家族だった。実家は祖母の代から続く美容院で、その後父が2代目を継ぎ、2023年現在は弟が3代目として営業を続けている
。子供の頃は学校では大人しく引っ込み思案な性格だったが責任感は強く、自宅では美容院の手伝いが大好きで自ら進んで行っていた。このため当時の将来の夢は、美容師になることだった。
先述の12歳でモデルにスカウトされた後、両親は「将来モデルになるにしてもまだ12歳だし、早いんじゃないの？」と否定的だった。しかし、この話を聞いた叔母が「いい経験になるからやった方がいい」と後押ししてくれたことでモデルデビューが決まった。モデル活動を始めてから持ち前の責任感を持って仕事をした結果、その後音楽番組のアシスタントやCMなど色々な仕事を依頼されるようになった。
中学卒業後は、芸能活動が許されている目黒にある日出女子学園高等学校(現・目黒日本大学高等学校)に進学。しかしある日、髪を結ばずに街を歩いていたところを担任教師に見つかった。同校は校則が厳しく、髪を切るか学校をやめるかどちらかを選ぶように言われた田中は、髪を切らずに翌月、堀越高校（東京・中野）に転校した。

### 歌手活動
10代の頃、事務所には「歌は苦手なので歌手業だけは勘弁してほしい」という旨を伝えていたが、押し切られる形で歌手デビューが決まった。デビュー曲「FRIENDSHIP」のレコーディングは、筒美京平が歌の指導を直接し、2日から3日かけて行われた。本人いわく「（同曲は）キーが高く、テンポが速すぎてリズムをとるのが大変だった」と語っている
デビューからしばらくは3ヶ月に一度のペースで新曲を出し、歌番組への出演や全国を周るキャンペーンも行ったが、ヒット曲は出なかった。また、歌手活動では“ポスト杏里”として売り出された。杏里とは同じレコード会社かつ音楽制作スタッフも一緒で、本人同志も雰囲気が似てると語りあっていた。
第4弾シングル「また夏が来る・・・」は欧陽菲菲の「ラブ・イズ・オーバー」を書いた伊藤薫の手による楽曲である。また、ラストアルバム『ハート・ボイス』は本人のセルフプロデュース。その他藤原ヒロシなどが楽曲プロデュースをしている。

## 人物

### 私生活
21歳の頃に実家を出て、目黒のマンションで一人暮らしを始めた。
1997年（平成9年）、妊娠4ヶ月であることを発表、相手であるカメラマンの杉本学と結婚し、翌年に女児を出産した。
2012年2月に離婚。15年の結婚生活にピリオドを打った。
遡って10代の頃に仕事で初めて沖縄に行ったことで「いつか沖縄に住みたい」と思うようになり、その後45歳で沖縄に移住して長年の夢を叶えた。

### その他
CMやテレビのバラエティー番組に出演するとともに、女優としても活動している。
大好物は世田谷区のパン屋「キャッスル」のシナモンロールで、メディア出演の際にもしばしば紹介している。
80歳で赤いビキニを着てサーフィンをしたいという夢のために走ることを習慣としているが、実は走ることが大嫌い。
ダイビングのインストラクター、ヨガインストラクターの資格を持つ。また、ダイビングをきっかけに沖縄の環境問題に取り組むようになり、2006年、サンゴを養殖し沖縄の海に移植する活動を行うNPO法人「アクアプラネット」を立ち上げ（理事長 2009年～）、沖縄でのサンゴ再生プロジェクトに励む。他にも沖縄関係では、内閣府沖縄振興審議会委員(2009年～)、久米島観光大使(2010年～)、美ら海沖縄大使(2011年～)、石垣島さんご大使(2013年～)、座間味村観光大使などの経歴を持つ。
以前は視力が悪く、仕事ではコンタクトレンズ、普段はメガネを着用していたが、2007年（平成19年）12月に角膜のレーザー手術 「レーシック」を受けている。

## 出演

### テレビドラマ
- ママ、大変だァ!（1985年7月 - 9月テレビ朝日系） - 矢沢ともえ 役
- あぶない少年（1987年 - 1988年テレビ東京系）
- 火曜サスペンス劇場「名無しの探偵シリーズ5・殺意のデッサン」（1989年、NTV系 / スタッフアズバーズ）
- 愛しあってるかい!（1989年10月 - 12月フジテレビ系） - 真柴純 役
- 愛しあってるかい!スペシャル (1990年4月4日 フジテレビ系) - 真柴純 役
- ナースステーション（1991年1月～3月 TBS系） - 柴田明美 役
- 世にも奇妙な物語「コレクター」（1991年2月21日フジテレビ系） - 前田京子 役
- 101回目のプロポーズ（1991年7月 - 9月フジテレビ系） 矢吹千恵 役
- ポールポジション!愛しき人へ…（1992年1月 - 3月日本テレビ系） - 藤岡珠美 役
- 二十歳の約束（1992年10月 - 12月フジテレビ） - 北条咲
- 湘南女子寮物語（1993年7月 - 9月テレビ朝日系） - 西川真子 役
- 白鳥麗子でございます!（フジテレビ版第2期）（1993年10月 - 11月フジテレビ） - 杜若あやめ 役
- 福井さんちの遺産相続（1994年8月 - 9月 関西テレビ系） - 藤原京香 役
- 半熟卵（1994年10月 - 12月フジテレビ系） - 大場結花 役
- 味いちもんめ（1995年1月 - 3月テレビ朝日系） - 相沢陽子 役
- もしも願いが叶うなら　スペシャル(1995年3月31日、TBS系）‐本田紗子役
- 夏!デパート物語「本当ッ!婦人服売場のないしょ話!! 」（1995年7月4日TBS系）
- 味いちもんめII・京都編（1996年1月 - 3月テレビ朝日系） - 相沢陽子 役
- 月曜ドラマスペシャル「ダンスパートナー連続殺人 社交ダンス界に渦まく欲望と嫉妬」（1996年8月19日TBS） - 新庄勇子 役
- 味いちもんめ 新春ドラマスペシャル'97 「伊橋悟お正月から元気です!!幻の名料亭VS.料理の達人、湯けむり温泉旅情編！美人若女将を賭けヤクザと料理対決!?」（1997年1月2日テレビ朝日系） - 相沢陽子 役
- ガラスの靴（1997年4月 - 6月日本テレビ系） - 暮林百合子 役
- 心療内科医・涼子 「子供を投げる母」（1997年12月15日日本テレビ系）清水麻美 役
- 味いちもんめ 新春ドラマスペシャル'98「あの伊橋悟が帰って来た!幻の名料亭VS.料理の達人・雪の函館旅情編!!豪華おせち料理対決・勝負の行方は…」（1998年1月2日テレビ朝日系） - 相沢陽子 役
- 顔（2003年4月 - 6月フジテレビ系） - 七尾友子 役
- 幸福の王子（2003年7月 - 9月日本テレビ系） 町田洋子 役
- 火曜サスペンス劇場・軽井沢ミステリー4「娘よ〜毒草と白骨死体」（2003年8月5日日本テレビ系） - 古沢くるみ 役
- ルームシェアの女（2005年1月 - 2月NHK） - 小林加奈子 役
- こどもの事情（2007年7月 - 8月TBS系） - 小田真利 役
- ナショナル劇場 あんどーなつ（2008年7月 - 9月TBS系） - 三津谷悦子 役
- 月曜ゴールデン・ご近所探偵・五月野さつき3「殺意のキャンプ場」（2008年12月1日TBS） - 真壁直子 役
- 経済ドキュメンタリードラマ ルビコンの決断（2010年5月6日テレビ東京） - 鎌田由美子 役
- 天使の代理人（2010年10月15日 - 20日東海テレビ） - 森本理沙 役
- 君の瞳に両想い (ダウンタウンのガキの使いやあらへんで!!絶対に笑ってはいけないスパイ24時のDVDに収録）（2010年12月31日日本テレビ）
- 水曜ミステリー9・ガンリキ 警部補・鬼島弥一（2012年1月18日テレビ東京） - 片桐貴子 役
- スプラウト（2012年7月 - 9月日本テレビ系） - 池之内紘子 役
- 好好!キョンシーガール〜東京電視台戦記〜（2012年10月 - 12月テレビ東京系） - 川島宏海  役
- プレミアムドラマ・真夜中のパン屋さん（2013年4月 - 6月NHK BSプレミアム） - 三木淑恵 役
- 金曜プレステージ・黒の滑走路3（2013年8月9日フジテレビ） - 鈴木香苗 役
- 獣医さん、事件ですよ 第7話（2014年8月14日読売テレビ） - 栗原渚 役
- 警視庁・捜査一課長（2018年5月24日、テレビ朝日） ‐ 梅原芳美 役
- 科捜研の女 SEASON18 最終話  （2018年12月13日、テレビ朝日） - 吉川菫 役

### 映画
- キャンプで逢いましょう （1995年）
- 7月7日、晴れ （1996年）
- サンゴレンジャー （2013年）
- NMB48 げいにん! THE MOVIE お笑い青春ガールズ!（2013年）
- NMB48 げいにん!THE MOVIE リターンズ 卒業!お笑い青春ガールズ!!新たなる旅立ち（2014年）

### バラエティ・情報番組ほか
- 歌のビッグファイト!（テレビ東京系）
- 全日本F3000選手権中継（中部日本放送）-番組進行（1990年シーズン第1戦のみ）
- マジカル頭脳パワー!!（日本テレビ系 第1回放送パネラー、以降中期準レギュラー）
- 夜も一生けんめい。（日本テレビ系）
- クイズいたずら大王!（テレビ朝日系）
- ドーナツ6（TBS系）
- MJ -MUSIC JOURNAL-（フジテレビ系、1992年10月 - 1994年3月) - 司会担当
- 王様のブランチ（TBS系 1996年4月 - 1998年3月まで担当）番組は継続
- 目撃!ドキュン（テレビ朝日系）
- パオパオチャンネル（テレビ朝日系）
- はぴひる! （TBS系 2004年4月 - 9月）
- プラネットベイビーズ（NHK BShi、2010年4月 - ） - ナビゲーター（八嶋智人・伊藤かずえと共に隔週で担当）
- 奇跡の地球物語〜近未来創造サイエンス（テレビ朝日） - ナレーション
  - 第38回「東京湾 〜サンゴが棲む海〜」（2010年7月18日）
  - 第52回「沖縄 〜サンゴが語る地球の未来〜」（2010年11月7日）
- あさイチ（NHK総合）
- サキどり↑（NHK総合）
- 教えて・からだのミカタ(TBS系)
- ローカル路線バス乗り継ぎの旅 東京～新潟350キロ!ふれあい珍道中（テレビ東京系　2013年1月5日）
- 路線バスで寄り道の旅 （テレビ朝日系　2013年3月3日 - ）
- ネイチャードキュメント ボクらの地球 神秘の水晶砂漠　大河アマゾンが育む奇跡（BS朝日、2013年7月5日） - ナビゲーター
- 酒のほそ道 〜今宵も一杯やりますか〜(BS朝日、毎月第4木曜日午後11時30分から30分、2016年5月－)
- 田中律子のもっと旅するSUP（TOKAIケーブルネットワーク、2021年4月 - ）

### ラジオ
- 小倉久寛のオグラでオグラだ! （1987年-1988年、ニッポン放送）- 月曜パートナー
- 田中律子 PLUS ONE＋（2022年-、ニッポン放送）

### Webドラマ
- 神児遊助のげんきのでる恋 （NTTドコモ携帯電話放送、BeeTV）（2009年8月～）
- サヨナラの恋（NTTドコモ携帯電話TV「BeeTV」2010年10月1日 - / 毎週木曜日更新 / 全12話）- 松田耀子 役

### CM
- LION「フルールシャワー シャンプー・リンス」（1984年）共演:工藤夕貴・森尾由美
- 明光商会　「ニャンニャンパウチカード」(1985年頃)
- アルペン（1990年～1992年）
- 資生堂「スタイリングコート」 （1990年）
- 大塚ベバレジ「シンビーノジャワティストレート」 （1991年）
- 亀田製菓「あらびきスナック」 （1991年）
- キリン「キリンレモン」 （1991年）
- ワーナーランバート「ホールズ」 （1991年）
- 富士銀行 （1992年）
- ゆうパック （1993年）
- ミニストップ （1995年）
- ツーカーセルラー東海 （1996年）
- ツムラ「ソフレ」
- LION「クリニカ」
- すき家（2010年）

## ディスコグラフィ

### シングル
| 発売日                 | 面                     | タイトル                   | 作詞                   | 作曲                   | 編曲                   | オリコン 最高位        | 規格                   | 規格品番               |
| フォーライフ・レコード | フォーライフ・レコード | フォーライフ・レコード     | フォーライフ・レコード | フォーライフ・レコード | フォーライフ・レコード | フォーライフ・レコード | フォーライフ・レコード | フォーライフ・レコード |
| ---------------------- | ---------------------- | -------------------------- | ---------------------- | ---------------------- | ---------------------- | ---------------------- | ---------------------- | ---------------------- |
| 1988年5月21日          | A                      | FRIENDSHIP                 | 田口俊                 | 筒美京平               | 新川博                 | 109位                  | EP                     | 7K-299                 |
| 1988年5月21日          | B                      | ネ！                       | 田口俊                 | 筒美京平               | 鈴木茂                 | 109位                  |                        |                        |
| 1988年8月21日          | A                      | High Windを追いかけて      | 田口俊                 | 筒美京平               | 瀬尾一三               | 129位                  | EP                     | 7K-306                 |
| 1988年8月21日          | B                      | 明日へスラローム           | 田口俊                 | 筒美京平               | 鈴木茂                 | 129位                  | 8cmCD                  | 10KD-33                |
| 1988年11月21日         | A                      | キライ!                    | 田口俊                 | 筒美京平               | 鷺巣詩郎               | 165位                  | EP                     | 7K-323                 |
| 1988年11月21日         | B                      | 呼び捨てのBAD BOY          | 田口俊                 | 筒美京平               | 瀬尾一三               | 165位                  | 8cmCD                  | 10KD-52                |
| 1989年3月21日          | A                      | また夏が来る･･･            | 伊藤薫                 | 伊藤薫                 |                        | 174位                  | EP                     | 7K-327                 |
| 1989年3月21日          | B                      | Hello!                     |                        |                        |                        | 174位                  | 8cmCD                  | 10KD-56                |
| 1989年7月21日          | A                      | Wave'n Surf                | 伊藤薫                 | 鈴木弘明               | 瀬尾一三               |                        | EP                     | SAM-80                 |
| 1989年7月21日          | B                      | 心の鍵を開けて             |                        |                        |                        | 8cmCD                  | FLC-8                  |                        |
| 1989年11月21日         | A                      | 恋人たちのイリュージョン   | 吉元由美               | 杏里                   | 小倉泰治               |                        | EP                     | SAM-93                 |
| 1989年11月21日         | B                      | Right Place,Right Time     | 田中律子               | 鈴木弘明               | The Peach Boys         | 8cmCD                  | FLDW-09009             |                        |
| 1990年4月21日          | A                      | Sunshine Woderland         | 田中律子               | 鈴木弘明               | ZIP Project            | 164位                  | EP                     | SAM-103                |
| 1990年4月21日          | B                      | Starlight Cruise           | 田中律子               | 窪田修                 | ZIP Project            | 164位                  | 8cmCD                  | FLDW-09103             |
| 1990年11月21日         | A                      | フライドフラストレーション | 只野菜摘               | 内山肇                 |                        |                        | 8cmCD                  | FLDW-09131             |
| 1990年11月21日         | B                      | Have A Good Weekend        |                        |                        |                        |                        | 8cmCD                  | FLDW-09131             |
| 1991年4月21日          | A                      | alibi                      | 只野菜摘               | 藤井晴稔               |                        | 158位                  | 8cmCD                  | FLDW-09135             |
| 1991年4月21日          | B                      | BLUE                       |                        |                        |                        | 158位                  | 8cmCD                  | FLDW-09135             |
| 1992年4月15日          | A                      | あなたを知ってる           | 只野菜摘               | 伊藤薫                 |                        | 158位                  | 8cmCD                  | FLDF-10206             |
| 1992年4月15日          | B                      | きっと そばにいて          |                        |                        |                        | 158位                  | 8cmCD                  | FLDF-10206             |
| 1993年8月21日          | 1                      | 青い夏に身をまかせ         | 田中律子               | UNI                    | 葉山たけし             | 93位                   | 8cmCD                  | FLDF-10251             |
| 1993年8月21日          | 2                      | Do What You Wanna          | 田中律子               | 大黒摩季               | 葉山たけし             | 93位                   | 8cmCD                  | FLDF-10251             |

### アルバム
| 発売日               | アルバム                                               | 規格                 | 規格品番             |
| フォーライフレコード | フォーライフレコード                                   | フォーライフレコード | フォーライフレコード |
| -------------------- | ------------------------------------------------------ | -------------------- | -------------------- |
| 1988年               | アイ・シンク・ソー / I think so!※ 筒美京平プロデュース | CD                   | 33KD-156             |
| 1989年               | タイム＆タイド / TIME&TIDE                             | CD                   | FLC-4008             |
| 1990年               | ワンダーランド / WONDER ISLAND                         | CD                   | FLCW-31073           |
| 1991年               | トゥエンティース / twentieth                           | CD                   | FLCF-30111           |
| 1993年               | ハート・ボイス / Heart VOICE※ 本人セルフプロデュース   | CD                   | FLCF-30197           |

#### ベストアルバム
| 発売日         | アルバム                            | レーベル           | 規格 | 規格品番  |
| -------------- | ----------------------------------- | ------------------ | ---- | --------- |
| 2015年12月23日 | FRIENDSHIP コンプリート・シングルス | ウルトラ・ヴァイヴ | CD   | CDSOL1698 |

### タイアップ
| 曲名                         | タイアップ名                                                  |
| ---------------------------- | ------------------------------------------------------------- |
| 恋人たちのイリュージョン     | ANB系「お昼のマイテレビ」エンディング・テーマ                 |
| Sunshine Woderland           | 資生堂「スタイリングコートシャンプー」CMソング                |
| フライド・フラストレーション | ワーナー・ランバート「ホールズ」CMソング                      |
| alibi                        | アルペン「ゴルフ&マリン」CMソング                             |
| BLUE                         | OVA『湘南爆走族7 スポ根マッド・スペシャル』エンディング主題歌 |
| 青い夏に身をまかせ           | ANB系「湘南女子寮物語」エンディング・テーマ                   |

## 書籍
- キャンプで逢いましょう(1993年、山と溪谷社) ISBN 978-4635330169
- セーターでアウトドアライフ(1994年、雄鶏社) ISBN 978-4277111997
- 海の扉をたたいてごらん(1994年、扶桑社) ISBN 978-4594014780
- natural!―アウトドア・スタイル・ブック(1996年、地球丸) ISBN 978-4925020008
- 青空の下で、いただきます!(1996年、地球丸)  ISBN 978-4925020015
- 恥じらう水(2002年、文芸社) ISBN 978-4835541938
- ふりむくよる、おどろくやみ(2005年、新風舎) ISBN 978-4797452914

### 写真集
- Marine Girl また夏が来る 田中律子写真集（1989年、近代映画社) ISBN 978-4764815759

### フォトエッセイ
- sweet leaf（2001年、光進社) ISBN 978-4877610722